# Prava LGBT osoba u Ujedinjenom Kraljevstvu
Lezbijska, gay, biseksualna i transrodna (LGBT) prava u Ujedinjenom Kraljevstvu Velike Britanije i Sjeverne Irske vremenom su se dramatično razvila.
Prije i tijekom formiranja Ujedinjenog Kraljevstva, vidjelo se da se sukobljavaju kršćanstvo i homoseksualnost. Istospolne seksualne aktivnosti okarakterizirane su kao "grešne", a prema Zakonu o sodomi iz 1533. godine zabranjene su i kažnjavane smrću. LGBT prava prvi su put došla do izražaja nakon dekriminalizacije seksualnih aktivnosti među muškarcima 1967. u Engleskoj i Walesu, a kasnije u Škotskoj i Sjevernoj Irskoj. Seksualne aktivnosti među ženama nikada nisu podlijegale istim zakonskim ograničenjima.
Od prijelaza u 21. stoljeće, podrška pravima LGBT osoba sve su jača. Neke mjere zaštite od diskriminacije za LGBT osobe postoje od 1999. godine, ali su proširene na sva područja prema Zakonu o ravnopravnosti iz 2010. godine. Zabrana otvorenog služenja u oružanim snagama od strane LGBT osoba službeno je ukinuta 2016. godine, iako se neslužbeno ta politika već provodila od 2000. godine Dob pristanka izjednačena je na 16 godina bez obzira na spolnu orijentaciju 2001. godine. Uveden 1980-ih, zloglasni odjeljak 28., koji zabranjuje "promicanje homoseksualnosti" u školama i od strane lokalnih vlasti, ukinut je 2003. godine. Transrodne osobe imaju mogućnost podnošenja zahtjeva za promjenu pravnog spola od 2005. godine. Iste su godine istospolni parovi dobili pravo sklopiti građansko partnerstvo, sličnu pravnu strukturu kao i brak, te također posvojiti u Engleskoj i Walesu. Škotska je kasnije uvela takva prava na posvojenje djece od strane istospolnih parova, 2009. godine, a Sjeverna Irska 2013. godine. Istospolni brakovi legalizirani su u Engleskoj i Walesu, te u Škotskoj 2014. godine, i u Sjevernoj Irskoj 2020. godine.
Danas LGBT građani imaju većinu istih zakonskih prava kao i ne-LGBT građani, a Velika Britanija svojim LGBT zajednicama pruža jedan od najviših stupnjeva slobode na svijetu. U pregledu prava LGBTI osoba iz 2015. od strane ILGA-Europe Velika Britanija dobila je najvišu ocjenu u Europi, s 86% napretka prema "poštovanju ljudskih prava i punoj jednakosti" za LGBT osobe te 92% za Škotsku, ako se ona promatra zasebno 86% Ujedinjenog Kraljevstva složilo se da društvo treba prihvatiti homoseksualnost, prema anketi Pew Research Center-a iz 2019., a anketa iz 2017. pokazala je da 77% Britanaca podržava istospolne brakove. Osim toga, Velika Britanija trenutno drži svjetski rekord imajući najveći broj LGBTI osoba (koje su to javno obznanile, odnosno out su) u parlamentu, s 45 LGBTI zastupnika izabranih na izborima 2019. godine.
Oko 2% ljudi identificiralo se kao lezbijke, homoseksualci ili biseksualci u nacionalnom istraživanju Ujedinjenog Kraljevstva iz 2017. godine, iako analitačarska kuća YouGov te udruga Stonewall tvrde da je na to vjerojatno utjecalo nedovoljno prijavljivanje i procjenjuju da je stvarna brojka između 5 i 7 %. Procjenjuje se da se broj transrodnih osoba u Velikoj Britaniji kreće između 300.000 i 500.000 (otprilike 0,5% cjelokupne populacije) od 2009. Organizacije za zaštitu LGBT prava i vrlo velike LGBT zajednice izgrađene su diljem Velike Britanije, ponajviše u Brightonu, koji se smatra neslužbenom "gay prijestolnicom" Velike Britanije, s ostalim velikim zajednicama u Londonu, Manchesteru, Birminghamu, Bristolu, Leedsu, Liverpoolu, Newcastle upon Tyneu, Edinburghu i Southamptonu koji imaju svoje gay četvrti i domaćini su godišnjih parada ponosa.

## Istospolne seksualne aktivnosti
Englesko je pravo identificiralo analni seks kao kazneno djelo za koje se kažnjava vješanjem Zakonu o sodomi iz 1533.Zakonom o sodomi iz 1533, čiji je pionir Henry VIII. To je bio prvi takav građanskoj zakon o sodomiji u zemlji, obično su se takvim kaznenim djelima bavili crkveni sudovi. Iako je zakon ukinut 1553. godine pristupanjem na vlast Marije I., ponovno je donesen 1563. godine pod vodstvom Elizabete I. James Pratt i John Smith su zadnje osobe koja su pogubljene zbog sodomije, 1835. godine.
Iako je člankom 61. Zakona o kaznenim djelima protiv osoba, iz 1861. godine, uklonjena smrtna kazna zbog homoseksualnosti, muški homoseksualni postupci i dalje su bili ilegalni i kažnjavali su se zatvorom. Labouchereov amandman, odjeljak 11. Zakona o izmjenama i dopunama kaznenog zakona iz 1885. godine, proširio je zakone o homoseksualnosti tako da uključuju bilo koju vrstu seksualnih aktivnosti između muškaraca. Oscar Wilde osuđen je prema ovom zakonu i osuđen na dvije godine kaznenog rada. Suprotno tome, lezbijke nikada nisu bile priznate od strane zakondavstva niti su bile ili ciljane žrtve zakona.
U Škotskoj, iako nisu postojali zakoni koji bi seks između muškaraca činili nezakonitim između 1424. i 1707. godine, homoseksualna djela bila su kažnjiva. Jedan od primjera za to je komisija za suđenje Gavinu Bellu.
Početkom pedesetih godina 20. stoljeća policija je aktivno provodila zakone o zabrani seksualnog ponašanja između muškaraca. Do kraja 1954. godine u zatvoru je bilo 1069 homoseksualaca u Engleskoj i Walesu, prosječne starosti 37 godina. Dogodila su se brojna uhićenja i suđenja, uključujući i znanstvenike, matematičare te poznatog razbijača ratnog koda, kriptografa Alana Turinga, osuđenog 1952. zbog "grube nepristojnosti". Prihvatio je liječenje ženskim hormonima (kemijska kastracija) kao alternativu zatvoru. Turing je počinio samoubojstvo 1954. godine. Bivši premijer Gordon Brown, reagirajući na peticiju, uputio je ispriku u ime britanske vlade 2009. godine za "grozan način na koji je tretiran". 1954. godine suđenje i eventualno zatvaranje Edwarda Montagua (3. baruna Montagua iz Beaulieua), Michaela Pitt-Riversa i Petera Wildeblooda zbog počinjenja djela "homoseksualne nepristojnosti" izazvalo je galamu i dovelo do osnivanja odbora za ispitivanje i izvještavanje o zakonima koji pokrivaju "homoseksualna kaznena djela" koje su imenovali Sir David Maxwell Fyfe i Sir Hugh Lucas-Tooth .

### Wolfenden
Odbor Wolfenden osnovan je 24. kolovoza 1954. godine kako bi razmotrio zakon Velike Britanije koji se odnosi na "homoseksualna kaznena djela"; izvještaj Odjelnog odbora za homoseksualne prijestupe i prostituciju (poznatiji kao izvještaj Wolfenden, engl. Wolfenden report) objavljen je 3. rujna 1957. Preporučio je da "homoseksualno ponašanje privatnih odraslih osoba više ne smije biti kazneno djelo", utvrdivši da se "homoseksualnost ne može legitimno smatrati bolešću, jer je u mnogim slučajevima to jedini simptom, dok je u ostalom osoba kompatibilna s punim mentalnim zdravljem."
U listopadu 1957. nadbiskup Canterburyja, Geoffrey Fisher, podržao je Wolfendenovo izvješće, rekavši da "postoji sveto područje privatnosti … u koje zakon, općenito govoreći, ne smije zadirati. Ovo je načelo od najveće važnosti za očuvanje ljudske slobode, samopoštovanja i odgovornosti." Prvu parlamentarnu raspravu o Wolfendenovom izvješću pokrenuo je Lord Pakenham 4. prosinca 1957. godine. Od sedamnaest kolega koji su govorili u raspravi, osam je široko podržalo preporuke iz Wolfendena. Maxwell Fyfe, do tada oplemenjen kao Lord Kilmuir i služeći kao Lord kancelar, govoreći za Vladu, sumnjao je da će postojati velika podrška javnosti za provedbu preporuka i izjavio je da su potrebna daljnja istraživanja. Društvo za reformu homoseksualnog zakona osnovano je 12. svibnja 1958. uglavnom radi kampanje za provedbu preporuka Wolfendenovog odbora.

### Dekriminalizacija homoseksualnih činova
Godine 1965. Lord Arran predložio je dekriminalizaciju muških homoseksualnih činova (lezbijska djela nikada nisu bila protuzakonita) u Domu lordova. Naslijedio ga je Humphry Berkeley u Donjem domu godinu dana kasnije, iako je Berkeley svoj poraz na općim izborima 1966. pripisao upravo nepopularnosti ove akcije. Međutim, u novoizabranom parlamentu, zastupnik laburista Leo Abse pokrenuo je to pitanje i Zakon o seksualnim prijestupima bio je predstavljen Parlamentu kako bi se provele neke od preporuka odbora Wolfenden nakon gotovo deset godina kampanje.
Zakon o seksualnim prijestupima iz 1967, godine je u skladu s tim usvojen i dobio je kraljevski pristanak 27. srpnja 1967., nakon intenzivne kasnonoćne rasprave u Donjem domu. Održavao je opće zabrane sodome i nepristojnosti među muškarcima, ali je predviđao ograničenu dekriminalizaciju homoseksualnih činova gdje su bila ispunjena tri uvjeta: 1) djelo mora biti sporazumno, 2) djelo se mora odvijati privatno i 3) djelo mogu počiniti samo osobe koje su navršile 21 godinu. To je bila starija dob pristanka od one za heteroseksualne činove koja je utvrđena na 16 godina. Nadalje, "privatno" je ograničilo sudjelovanje u činu na dvije osobe.  Ovaj uvjet je mogao protumačiti samo sud, koji je odlučio isključiti djela koja se događaju u sobi u hotelu ili u privatnim kućama u kojima je bila treća osoba (čak i ako je ta osoba bila u drugoj sobi). Ta je ograničenja ukinuo Europski sud za ljudska prava 2000.
Zakon iz 1967. proširio se samo na Englesku i Wales. Organizacije su stoga nastavile kampanju za postizanje pune jednakosti u Škotskoj i Sjevernoj Irskoj, gdje je svako homoseksualno ponašanje ostalo ilegalno. Istospolne seksualne aktivnosti legalizirane su u Škotskoj na istoj osnovi kao i Zakon iz 1967., i to člankom 80. Zakona o kaznenom pravosuđu (Škotska) iz 1980, koji je stupio na snagu 1. veljače 1981. Analogna izmjena i dopuna također je uvedena u zakon Sjeverne Irske, nakon što je Europski sud za ljudska prava utvrdio slučaj Dudgeon v. Ujedinjeno Kraljevstvo. Promijenjeni  Nalog o homoseksualnim kaznenim djelima (Sjeverna Irska) iz 1982. godine koji je stupio na snagu 8. prosinca 1982.

### Jednaka dob pristanka
1979. godine, izvještaj Radne skupine Savjetodavnog odbora Ministarstva unutarnjih poslova, "Dob pristanka u odnosu na seksualne prijestupe" (engl. „Age of Consent in Relation to Sexual Offences''), preporuča da se dob pristanka za istospolne seksualne aktivnosti smanji s 21 na 18 godina, ali nije donesen takav zakonski rezultat.
U veljači 1994., Parlament je razmatrao reformu zakona o silovanju i drugim seksualnim djelima tijekom donošenja Zakona o kaznenoj pravdi i javnom poretku. Konzervativna zastupnica Edwina Currie predložila je amandman kako bi se dob za pristanak istospolnih seksualnih aktivnosti izjednačila sa 16 godina. Curriejev amandman poražen je s 307 glasova naspram 280. Oni koji su je podržali bili su Tony Blair, John Smith, Neil Kinnock, Paddy Ashdown i William Hague. Oni protiv bili su David Blunkett i Ann Taylor. Bilo je ljutitih scena ispred Westminsterske palače zbog poraza od amandmana, kada su se oni koji su sudjelovali u demonstracijama koje je organizirala grupa OutRage! sukobili s policijom. Drugi amandman koji je predložio sir Anthony Durant predložio je smanjenje dobi za pristanak na 18 godina, koji je prošao s 427 glasova naspram 162, a među pristašama bili su Michael Howard i John Major. Suprotstavili su mu se zastupnici John Redwood, Michael Heseltine i John Gummer. Amandman koji je predložio Simon Hughes, a koji je trebao izjednačiti dob pristanka za homoseksualce i heteroseksualce, nije izglasan. Prijedlog zakona u cjelini dobio je drugo čitanje u Domu lordova gdje je 290 glasova bilo naspram 247. Lord Longford tada je pokušao ponovno uvesti 21 godinu kao minimalnu dob u Domu lordova, ali ideja je poražena sa 176 glasova za i 113 protiv. Amandman zamjenika vođe rada u Domu lordova, lorda MacIntosha od Haringeya, kojim bi se izjednačila dob pristanka na 16 godina, odbijen je s 245 glasova naspram 71.
U svojoj odluci od 1. srpnja 1997., u predmetu Sutherland v. Ujedinjeno Kraljevstvo, Europska komisija za ljudska prava utvrdila je da su članci 8. i 14. Europske konvencije o ljudskim pravima prekršeni diskriminirajućom dobom pristanka, s obrazloženjem da nema bilo objektivnog i razumnog opravdanja za održavanje veće minimalne dobi za muške homoseksualne činove. Dana 13. listopada 1997. godine Vlada je podnijela Europskom sudu za ljudska prava da će Parlamentu predložiti prijedlog zakona o smanjenju dobi pristanka za homoseksualna djela s 18 na 16 godina. 22. lipnja 1998. prijedlog Zakona o kriminalu i neredu iznijet je pred parlament. Ann Keen predložila je izmjene i dopune kojima se dob za pristanak smanjuje na 16 godina. Donji dom prihvatio je ove odredbe većinom od 207 glasova, ali ih je Dom lordova odbio većinom od 168 glasova. Nakon toga, Zakon o seksualnim prekršajima (amandman) uveden je 16. prosinca 1998. godine, a ponovno je izjednačavanje dobi za pristanak odobreno 25. siječnja 1999. od strane Donjeg doma, ali je to odbijeno 14. travnja 1999. od strane Doma lordova. Oni koji su vodili kampanju protiv amandmana tvrdili su da su jednostavno djelovali kako bi zaštitili djecu. Barunica Young, vođa kampanje protiv amandmana, rekla je: "Homoseksualne prakse nose velike zdravstvene rizike za mlade."
Vlada je zakon ponovno predložila 1999. godine. uz mogućnost da ga Donji dom usvoji u dva uzastopna zasjedanja Parlamenta, koristeći se Parlamentarnim aktima iz 1911. i 1949.,  koji su bili su na raspolaganju za donošenje zakona ako bi ga predstavnici Doma lordova treći put odbili. Lordovi su zakon usvojili na drugom čitanju, ali su tijekom faze odbora donijeli izmjene i dopune kako bi se zadržala starosna dob za pristanak na 18 godina za oba spola. Međutim, kako zakon nije prošao kroz Lordove na kraju parlamentarnog zasjedanja 30. studenog 2000. godine, tada je predsjednik Donjeg doma Michael Martin potvrdio da je poštovana procedura navedena u zakonima Parlamenta. Zakon je dobio kraljevsku suglasnost nekoliko sati kasnije, a donesen je kao Zakon o seksualnim prekršajima (amandman) iz 2000. godine. Odredbe Zakona stupile su na snagu u cijeloj Ujedinjenoj Kraljevini 8. siječnja 2001., spuštajući dob za pristanak na 16 godina. Ovim je Zakonom također prvi put uvedena dob pristanka za lezbijske seksualne činove, jer ranije o tome nije bilo zakona.
1. svibnja 2004. na snagu je stupio Zakon o seksualnim prijestupima iz 2003. godine, koji je zamijenio sve prijašnje zakone o seksualnosti, uključujući i Zakon iz 1967. godine, i umjesto toga uveo neutralna kaznena djela. Tako su uklonjeni prethodni uvjeti koji su se odnosili na privatnost, a zakon je na seksualne radnje gledao bez obzira na spol sudionika.
Usvajanjem Naloga o seksualnim prestupima (Sjeverna Irska) iz 2008. godine, Sjeverna Irska, koja je do tada imala 17 godina starosti kao dob pristanka za sve osobe, bez obzira na nečiju seksualnu orijentaciju, snizila je dobnu granicu na 16 godina 2009. godine, kako bi se podudarala s praksom iz Engleske, Walesa i Škotske .

### Poništavanje osuda
Dana 31. siječnja 2017., Zakon o policiji i kriminalu 2017. stupio je na snagu nakon što je dobio kraljevski pristanak. Dio zakona poznat pod nazivom "zakon Alan Turinga" službeno je pomilovao tisuće homoseksualnih muškaraca iz Engleske i Walesa koji su bili osuđeni prema starim zakonima o sodomiji u tim regijama, a onima koji još uvijek žive dao je mogućnost da podnesu zahtjev za brisanjem njihovih osuda. Zanemarivanje je dostupno od 2012. godine, uklanjajući osuđujuću presudu iz kaznene evidencije te osobe. Škotska je u lipnju 2018. donijela sveobuhvatniji zakon, s pomilovanjima koja su automatska za one koji još uvijek žive. Skupština Sjeverne Irske donijela je sličan zakon 2016. godine, a stupio je na snagu 28. lipnja 2018. Zahtjevi za pomilovanje moraju se podnijeti Ministarstvu pravde Sjeverne Irske .
Prema PinkNews-u, manje od 200 pomilovanja izdano je u Engleskoj i Walesu do srpnja 2018.
U lipnju 2019. otkriveno je da su samo dvojica muškaraca tražila pomilovanje za povijesne gay seksualne prijestupe u Sjevernoj Irskoj i da obojica nisu uspjela poništiti osuđujuću presudu. Širom Ujedinjenog Kraljevstva preko polovice onih koji su zatražili pomilovanje nisu uspjeli poništiti osuđujuću presudu.

### Ukidanje zakona vezanog uz trgovačko brodarstvo
U travnju 2017. godine parlament Ujedinjenog Kraljevstva jednoglasno je donio Zakon o trgovačkom brodarstvu (homoseksualno ponašanje) iz 2017. godine. Zakonje izradio konzervativni zastupnik John Glen. Zakon je ukinuo članke 146 (4) i 147 (3) Zakona o kaznenom pravosuđu i javnom poretku iz 1994. godine, koji je označen kao "posljednji zakon protiv homoseksualaca" u Velikoj Britaniji. Stupio je na snagu odmah nakon kraljevskog pristanka. Prema navedenim člancima koji su ukinuti, homoseksualne radnje bile su osnova za otpuštanje iz posade trgovačkih brodova.

## Prepoznavanje istospolnih veza

### Istospolna zajednica
U Britaniji nije bilo pravnog priznavanja istospolnih veza sve do 2005. godine, nakon legalizacije građanskih partnerstava donošenjem Zakona o građanskom partnerstvu 18. studenoga 2004. Građanska partnerstva zasebne su zajednice koje daju većinu (ali ne sva) prava i odgovornosti građanskog braka. Građanska partnerstva mogu se sklapati u bilo kojem odobrenom prostoru u Velikoj Britaniji i na odobrenim vjerskim mjestima u Engleskoj i Walesu od 2011. godine (iako vjerska mjesta nisu nužna), ali ne mogu uključivati vjerska čitanja, glazbu ili simbole. Zakon o građanskom partnerstvu stupio je na snagu 5. prosinca 2005. godine.
Prva ceremonija civilnog partnerstva održana je u 11:00 (GMT) 5. prosinca 2005. između Matthewa Rochea i Christophera Crampa u hospiciju St Barnabas, u Worthingu, Zapadnom Sussexu. Uobičajeno razdoblje čekanja od 14 dana odustalo je jer je Roche patio od smrtne bolesti. Sutradan je umro. Prve ceremonije civilnog partnerstva nakon zakonskog razdoblja čekanja tada su se održale u Sjevernoj Irskoj 19. prosinca, a ceremonije su slijedile sljedeći dan u Škotskoj, a dan nakon toga u Engleskoj i Walesu.

### Istospolni brak
Istospolni brakovi u Ujedinjenom Kraljevstvu predmet su široke rasprave od dekriminalizacije homoseksualnosti u Britaniji. Raniji zakoni u Engleskoj i Walesu sprječavali su istospolne brakove, uključujući Zakon o braku iz 1949. koji je brak definirao kao muškarca i ženu, Zakon o ništavosti braka iz 1971. koji je izričito zabranjivao istospolne brakove i Zakon o bračnim uzrocima iz 1973. koji ponovio odredbe Zakona o ništetnosti braka .
Iako su građanska partnerstva uspostavljena diljem zemlje, bračno pravo je u nadležnosti saveznih država u Ujedinjenom Kraljevstvu i stoga se zakonodavni postupak istospolnih brakova razlikuje prema nadležnosti. Zakon o brakovima (istospolni parovi) iz 2013. godine, koji dopušta istospolne brakove u Engleskoj i Walesu, usvojio je britanski parlament u srpnju 2013. godine, a stupio je na snagu 13. ožujka 2014. godine, te su prvi istospolni brakovi sklopljeni su 29. srpnja Ožujka 2014. Zakon o braku i građanskom partnerstvu (Škotska) iz 2014., kojim se dopušta istospolni brak u Škotskoj, donio je škotski parlament u veljači 2014., a stupio je na snagu 16. prosinca 2014.
Istospolni brakovi u Ujedinjenom Kraljevstvu daju sva prava i odgovornosti građanskog braka i mogu se sklopiti u odobrenim prostorijama. To također uključuje vjerska mjesta, pod uvjetom da su se vjerska tijela ili religijska tijela uključila u čin. Međutim, nijedno vjersko ili vjersko tijelo nije prisiljeno sklapati istospolne brakove; engleskoj crkvi i Anglikanskoj crkvi u Walesu to je izričito zabranjeno. U svrhu razvoda istospolnog braka, općepravna definicija preljuba ostaje samo kao spolni odnos između muškarca i žene, iako nevjera s osobom istog spola može biti osnov za razvod kao "nerazumno ponašanje". Nekonzumiranje braka je također isključeno kao osnova za poništavanje istospolnog braka.
Između 2012. i 2015. godine, Sjevernoirska skupština glasala je pet puta o istospolnim brakovima, i premda je na nju usvojena tankom većinom u petom pokušaju, na nju je uložila veto Demokratska unionistička stranka koristeći zabrinutu peticiju. Nakon neuvjerljivih izbora za Skupštinu Sjeverne Irske 2017. i neuspjeha da se formira izvršna vlast Sjeverne Irske do roka do 21. listopada 2019., prema odredbama Zakona o Sjevernoj Irskoj (izvršna forma itd.), koji je britanski parlament usvojio 18. srpnja 2019. i primio kraljevski pristanak 24. srpnja, naložio je Državnom tajniku za Sjevernu Irsku da donese propise kojima se legalizira istospolni brak do 13. siječnja 2020. Državni tajnik Julian Smith pravilnike je potpisao 19. prosinca 2019. Istospolni brakovi stoga su postali legalni u Sjevernoj Irskoj 13. siječnja 2020. godine. Parovi su mogli registrirati svoju namjeru vjenčanja i a parovi koji su se ranije vjenčali negdje drugdje od tog se datuma smatraju vjenčanima u Sjeverenoj Irskoj. Prva istospolna ceremonija vjenčanja održana je u Carrickfergusu 11. veljače 2020.

## Posvojenje djece i planiranje obitelji
Prema Zakonu o posvojenju i djeci iz 2002. godine, Parlament je predvidio da zahtjev za posvajanje djeteta u Engleskoj i Walesu može podnijeti ili jedna osoba ili par. Otkazan je prethodni uvjet da se par vjenča, što je omogućilo prijavu istospolnom paru. Predstvanici Doma lordova su jednom prilikom odbili prijedlog prije nego što je usvojen. Pristalice ovog poteza u Parlamentu naglasile su da usvajanje nije pitanje "homoseksualnih prava", već osiguravanje što većem broju djece stabilnog obiteljskog okruženja, umjesto da se oni drže pod skrbništvom. Protivnici su izrazili sumnju u stabilnost odnosa izvan braka i kako će nestabilnost utjecati na dobrobit posvojene djece. Međutim, zakon je uspješno usvojen i stupio je na snagu 30. prosinca 2005. Sličan zakon usvojen je u Škotskoj koji je stupio na snagu 28. rujna 2009. Sjeverna Irska slijedila je odijelo u prosincu 2013.
Zakon o ljudskoj oplodnji i embriologiji iz 2008. godine dobio je kraljevsku suglasnost 13. studenog 2008. Zakon dopušta lezbijkama i njihovim partnericama (civilnim i de facto) jednak pristup zakonskim pretpostavkama roditeljstva u slučajevima izvantjelesne oplodnje (IVF) ili potpomognute / samoosjemenjivanja (osim kod kuće) od trenutka rođenja djeteta. Zakon također omogućava da se oba partnera identificiraju na rodnom listu djeteta riječima "roditelj". Zakon je stupio na snagu 6. travnja 2009. godine i nije retroaktivan (ne primjenjuje se na događaje nastale prije nego što je zakon stupio na snagu). Roditeljske narudžbe za homoseksualne muškarce i njihove partnere dostupne su od 6. travnja 2010. za aranžmane surogat majčinstva.

Od 31. kolovoza 2009. godine na snagu su stupili zakoni kojima se lezbijkama daju jednaka prava rođenja u Engleskoj i Walesu, što znači da se oboje sada mogu imenovati na rodnom listu djeteta, mijenjajući Pravilnik o registraciji rođenja i smrti iz 1987 . Zakon su kritizirali oni koji smatraju da on "šteti tradicionalnom poimanju obitelji". Stonewallova voditeljica politike i istraživanja Ruth Hunt, rekla je da novi zakon olakšava život lezbijskim obiteljima i izjavila: "Sada će lezbijskim parovima u Velikoj Britaniji koji donose promišljenu odluku o zasnivanju obitelji biti napokon omogućen jednak pristup uslugama koje pomažu financirati kao porezni obveznici.". Ministar unutarnjih poslova Lord Brett bio je pun pohvala u svojim komentarima: 
 Ova pozitivna promjena znači da po prvi puta ženski parovi koji imaju dijete koje se koristi liječenjem plodnosti imaju ista prava kao i njihovi heteroseksualni kolege da budu prikazani kao roditelji u registraciji rođenih. Od vitalne je važnosti da si priuštimo jednakost gdje god možemo u društvu, posebno dok se obiteljske prilike i dalje mijenjaju. Ovo je važan korak naprijed u tom procesu. 
 Iain Duncan Smith, koji je vodio napore da se suprotstavi promjeni, rekao je da "Odsutnost očeva općenito štetno djeluje na dijete."
U 2016. godini 9,6% svih posvojenja u Engleskoj uključivalo je istospolne parove. To je povećanje od 8,4% prethodne godine. U 2018. godini oko 450 od 3.820 posvojenja (oko 12%) u Engleskoj uključivalo je istospolne parove.

## Transrodna prava
U prosincu 2002, ured lorda kancelara objavio je dokument "Vladina politika koja se odnosi na transseksualne osobe" u kojem se kategorički navodi da transseksualizam "nije mentalna bolest".
Od 4. travnja 2005., prema Zakonu o priznavanju spola iz 2004., transrodnim osobama je u Velikoj Britaniji bilo moguće promijeniti svoj pravni spol, omogućujući im stjecanje novog rodnog lista, pružajući im potpuno priznanje stečenog spola u zakonu u sve svrhe. Transrodne osobe moraju iznijeti dokaze povjerenstvu za prepoznavanje spola, koje razmatra njihov slučaj i izdaje potvrdu o priznavanju spola (Gender Recognition Certificate, GRC); mora proći minimalno dvije godine od prelaska, odosno promjene prije izdavanja GRC-a. Nije nužno da se dogodi operacija promjene spola, iako će takva operacija biti prihvaćena kao dio dodatnih dokaza za slučaj u kojem se dogodila. Postoji formalno odobrenje za medicinsku promjenu spola dostupno bilo od strane Nacionalne zdravstvene službe (NHS) ili privatno.
Međutim, bilo je zabrinutosti u vezi s brakovima i civilnim partnerstvima. Prema Zakonu o priznavanju spola iz 2004. godine, transrodne osobe koje su u braku morale su se razvesti ili poništiti svoj brak kako bi im se izdao GRC. Vlada je odlučila zadržati ovaj zahtjev u Zakonu kako bi učinkovito legalizirala malu kategoriju istospolnih brakova. Zakon o građanskom partnerstvu iz 2004. godine omogućio je stvaranje građanskih partnerstava između istospolnih parova, ali bračni par koji uključuje transrodnog partnera ne može jednostavno preregistrirati svoj novi status. Prvo moraju razvesti brak, steći pravno priznanje novog spola, a zatim se registrirati za građansko partnerstvo. To je poput svakog drugog razvoda s pripadajućom papirologijom i troškovima.
Legalizacijom istospolnih brakova u Engleskoj i Walesu, postojeći će brakovi nastaviti biti na snazi tamo gdje jedna ili obje strane promijene svoj pravni spol, a obje strane žele ostati u braku. Zakon također ne vraća nijedan brak transrodnih osoba koji su (prije legalizacije istospolnih brakova) prisilno poništeni kao preduvjet za osiguravanje GRC-a i navodi da GRC neće biti izdan ako supružnik transrodne osobe ne pristane na to. Ako supružnik ne pristane, brak mora biti raskinut prije izdavanja GRC-a.
U srpnju 2020., nakon prosvjeda koji su se dogodili zbog vladinih planova za ukidanje izmjena Zakona o priznavanju spola koje bi poboljšale zakonska prava i priznavanje trans osoba, britanski premijer Boris Johnson pristao je ispitati potencijalne reforme Zakona o priznavanju spola „preko ljeta''.

## Intersex prava
Intersex osobe u Ujedinjenom Kraljevstvu suočavaju se sa značajnim prazninama u pogledu njihove zaštite, posebno u zaštiti od medicinskih intervencija na koje nisu dali svoj pristanak te u poglednu zaštite od diskriminacije. Akcije intersex organizacija imaju za cilj uklanjanje nepotrebnih medicinskih intervencija i štetnih praksi, te promicanje društvenog prihvaćanja i jednakosti u skladu sa zahtjevima Vijeća Europe i Ujedinjenih naroda.

## Discrimination protections
Propisi su uvedeni za zaštitu od diskriminacije zbog seksualne orijentacije u zapošljavanju 1. prosinca 2003. godine, nakon usvajanja Direktive EZ iz 2000. godine, koja predviđa zabranu diskriminacije u zapošljavanju na temelju seksualne orijentacije. Propisi o spolnoj diskriminaciji (promjeni spola) 1999. stvorili su određene pravne zaštite za transrodne osobe po prvi puta u povijesti Britanije. Propisima je zabranjena diskriminacija osoba koje su podvrgnute "promjeni spola" u zapošljavanju i stručnom osposobljavanju. Slično zakonodavstvo, Propisi o spolnoj diskriminaciji (promjena spola) (Sjeverna Irska) 1999., doneseni su u Sjevernoj Irskoj. Propisi o spolnoj diskriminaciji (izmjene i dopune zakona) iz 2008. proširili su ovu zaštitu kako bi obuhvatili diskriminaciju u robama, objektima i uslugama.
Dana 30. travnja 2007. godine na snagu su stupili Propisi o seksualnoj orijentaciji, nakon uvođenja sličnih odredbi u Sjevernoj Irskoj u siječnju 2007. Pružili su opću zabranu diskriminacije u pružanju dobara i usluga na temelju seksualne orijentacije. Slični zakoni već su odavno bili na snazi u pogledu diskriminacije na temelju spola, rase, invaliditeta i bračnog statusa. Uvođenje Pravilnika bilo je kontroverzno i nastao je spor između Vlade i Rimokatoličke crkve u Engleskoj i Walesu oko izuzeća za katoličke agencije za posvojenje.
Nadbiskup Birminghama Vincent Nichols izrazio je svoje protivljenje Zakonu, rekavši da je zakon u suprotnosti s moralnim vrijednostima Katoličke crkve. Nekoliko katoličkih agencija za posvojenje zatražilo je izuzeće od propisa o seksualnoj orijentaciji, a dobrotvorna organizacija Katolička skrb (engl. Catholic Care) odbila je presudu 17. ožujka 2010. godine upućujući Dobrotvornoj komisiji (ne-ministarskom vladinom odjelu koji regulira registrirane dobrotvorne organizacije u Engleskoj i Walesu) da preispita slučaj. Komisija ponovno nije našla osnovu za izuzeće Katoličke skrbi, a odluka je potvrđena u žalbenom postupku. U kolovozu 2011. godine, Gornji sud pristao je saslušati četvrtu žalbu dobrotvorne organizacije o ovom slučaju. U studenom 2012. godine Gornji sud odbio je žalbu presudom Tribunala u korist Dobrotvorne komisije. Katolička skrb izjavila je da se namjerava žaliti na presudu.
U listopadu 2007. vlada je najavila da će nastojati uvesti izmjenu Zakona o kaznenoj pravdi i imigraciji kako bi se stvorilo novo kazneno djelo poticanja na mržnju na temelju seksualne orijentacije. To je uslijedilo nakon stvaranja kaznenog djela protiv vjerske mržnje koje se pokazalo kontroverznim 2006. godine. Poticanje mržnje na osnovu seksualne orijentacije već je bilo ilegalno u Sjevernoj Irskoj. Škotska je donijela sličan zakon 2009. godine, koji također uključuje i rodni identitet kao zaštićen pojam.
Zakon o ravnopravnosti iz 2010 dobio je kraljevski pristanak 8. travnja 2010. Primarna svrha Zakona bila je kodificirati složeni i brojni niz zakona i propisa, koji su činili osnovu antidiskriminacijskog zakona u Velikoj Britaniji, uključujući Zakon o jednakoj plaći iz 1970., Zakon o spolnoj diskriminaciji iz 1975., Zakon o rasnim odnosima iz 1976. godine. Zakon o diskriminaciji zbog invalidnosti iz 1995. godine i tri glavna zakonska instrumenta koja štite diskriminaciju u zapošljavanju na temelju vjere ili uvjerenja, seksualne orijentacije i dobi. Ovo zakonodavstvo ima iste ciljeve kao američki Zakon o građanskim pravima iz 1964. i četiri glavne smjernice EU-a o jednakom postupanju, čije odredbe odražavaju i provode. Zahtijeva jednak tretman u pristupu zaposlenju, kao i privatnim i javnim službama, bez obzira na spol, rasu, invaliditet, seksualnu orijentaciju, transrodni status, uvjerenje i dob. Zakon je izmijenio i dopunio Propise o odobrenim prostorima (brak i građansko partnerstvo) iz 2005. godine kako bi se omogućile ceremonije građanskog partnerstva u vjerskim prostorijama u Engleskoj i Walesu. Također je proširio prava transrodnih osoba, zabranivši diskriminaciju u školama na temelju promjene spola.
Ostale inicijative uključuju uspostavljanje Povjerenstva za jednakost i ljudska prava 1. listopada 2007. koje je zaduženo za rad na jednakosti u svim područjima i zamijenilo je prethodna povjerenstva posvećena samo spolu, rasi i invaliditetu; uspostavu Savjetodavne skupine za seksualnu orijentaciju i spol u okviru Ministarstva zdravstva; odredbu Zakona o kaznenom pravosuđu iz 2003. godine da sud mora mržnju na temelju seksualne orijentacije tretirati kao otežavajući čimbenik za odmjeravanje kazne; implementacija smjernica Krunskog tužiteljstva o postupanju s homofobnim zločinima; i obvezu vlade da će raditi na LGBT pravima na međunarodnoj razini.

### Odjeljak 28
Osamdesete su doživjele zastoj u LGBT pravima. Dostupnost knjige u knjižnicama škola koje vodi Uprava za obrazovanje u unutrašnjem Londonu knjige koju neki smatraju "promicanjem" homoseksualnosti dovela je do prosvjeda i kampanje za novo zakonodavstvo. Prema tome, Zakon o lokalnoj samoupravi iz 1988. godine sadržavao je odredbu koja zabranjuje "namjerno promicanje homoseksualnosti" bilo koje lokalne vlasti i "poučavanje u bilo kojoj održanoj školi o prihvatljivosti homoseksualnosti kao pretvarane obiteljske veze". Odredba je bila poznata kao odjeljak 28. i izmijenjena je odjeljkom 2A ranijeg Zakona o lokalnoj samoupravi iz 1986. godine. Promjene u strukturi lokalne vlasti od tog datuma dovele su do određene zabune oko preciznih okolnosti u kojima se novi zakon primjenjivao, uključujući pitanje da li se uopće primjenjuje u državnim školama.
Odjeljak 28. (pod nazivom Odjeljak 2A u Škotskoj) ukinut je u Škotskoj u prve dvije godine postojanja škotskog parlamenta, Etičkim standardima u javnom životu itd. (Škotska) Zakon iz 2000. Pokret za uklanjanje odredbi u Engleskoj i Walesu spriječen je nakon protivljenja u Domu lordova, na čelu s barunicom Young. Nakon njene smrti 2002. godine, Vlada laburističke stranke ukinula ga je Zakonom o lokalnoj samoupravi iz 2003. godine, koji je stupio na snagu 18. studenog 2003. Tijekom donošenja zakona nije pokušano zadržati odjeljak, a amandman kojim se željelo sačuvati ga pomoću glasačkih listića poražan je u Domu lordova. U lipnju 2009. David Cameron, čelnik konzervativne stranke, službeno se ispričao zbog uvođenja ovog zakona od strane njegove stranke, rekavši da je to bila pogreška i uvreda za gay osobe.

### Zakon o javnom poretku iz 1986
Odjeljak 29AB Zakona o javnom poretku iz 1986. kaže:
U ovom dijelu "mržnja na osnovi seksualne orijentacije" znači mržnju prema skupini osoba definiranu pozivanjem na seksualnu orijentaciju (bilo prema osobama istog spola, suprotnog spola ili obje)
Odjeljak 29JA pod naslovom "Zaštita slobode izražavanja (seksualna orijentacija)" Zakona navodi sljedeće:
(1) U ovom se dijelu, kako bi se izbjegle sumnje, rasprave ili kritike seksualnog ponašanja ili postupanja ili nagovaranja osoba da se suzdrže ili modificiraju takvo ponašanje ili postupke ne smiju se same po sebi gledati kao prijetnju ili namjeru da potaknu mržnju.
(2) U ovom se dijelu, kako bi se izbjegle sumnje, svaka rasprava ili kritika braka koja se tiče spola stranaka u braku, sama po sebi neće smatrati prijetnjom ili namjerom da potakne mržnju.

### Homofobno skandiranje na nogometnim utakmicama
U srpnju 2020., vlada Ujedinjenog Kraljevstva najavila je novi zakon koji će uskoro biti uveden kojim se mijenja Zakon o nogometnim prekršajima Ujedinjenog Kraljevstva iz 1991. kojim se izričito zabranjuje homofobno skandiranje na nogometnim utakmicama.

## Nasilje i zlostavljanje motivirano pristranošću
Zabilježena izvješća o homofobnom zlostavljanju u Ujedinjenom Kraljevstvu porasla su s 5.807 u razdoblju 2014–15 na 13.530 u razdoblju 2018–19. Broj kaznenih progona smanjio se s 1.157 na 1058, što je Vijeće načelnika nacionalne policije pripisalo mnogim slučajevima s nedostatkom svjedoka i dokaza, uključujući i to je li napad motiviran žrtvinom seksualnom orijentacijom ili rodnim identitetom ili ne. "Mnoga od ovih nenasilnih kaznenih djela pružaju manje dokazne mogućnosti, a žrtve često osjećaju da postoji prepreka između iznošenja predmeta na sud i radije obavještavaju policiju o svakom kaznenom djelu", rekao je glasnogovornik Metropolitan policijske službe. Sjeverni Yorkshire i Južni Yorkshire zabilježili su porast svojih izvještaja sa 172 na 961, odnosno 73 na 375. Policija Zapadnog Yorkshirea rekla je da je ovo povećanje dijelom posljedica "poboljšanja u načinu na koji bilježimo kriminal i činjenice da mnoge žrtve imaju samopouzdanja da se jave".
Godine 2019. Ministarstvo pravosuđa otkrilo je da je 11 transrodnih zatvorenika seksualno napadnuto u zatvorima u Engleskoj i Walesu.

## Vojna služba
LGBT osobama je dopušteno otvoreno služiti u Oružanim snagama Njezinog Veličanstva od 2000. godine, a diskriminacija na temelju seksualne orijentacije zabranjena je od 2010. Također je zabranjeno nekome vršiti pritisak na LGBT osobe da izađu iz ormara. Svo osoblje podliježe istim pravilima protiv netolerancije, maltretiranja i seksualnog uznemiravanja, bez obzira na spolni identitet ili seksualnu orijentaciju. Britanska vojska također priznaje građansko partnerstvo i dodjeljuje istospolnim parovima ista prava na naknade i smještaj kao i parovi suprotnog spola.
Britanska vojska aktivno regrutira LGBT osobe i rasporedila je regrutne timove na mnoga događanja Ponosa: Kraljevska mornarica oglašava regrute u gay časopisima i omogućila je gay mornarima održavanje ceremonija građanskog partnerstva na brodovima,   a od 2006. godine dozvolila marširati u punoj mornaričkoj uniformi na gay povorkama ponosa. Osoblje britanske vojske i kraljevskog zrakoplovstva moglo je marširati, ali moralo je nositi civilnu odjeću do 2008. godine, sada je svim vojnim osobama dopušteno prisustvovati tim marševima u odori.
Trenutna politika prihvaćena je prvo u nižim redovima, a mnogi su se visoki časnici brinuli za svoje trupe bez modernog prihvaćanja homoseksualnosti s kojom je njihovo mlađe osoblje odraslo. Jedan je brigadir dao ostavku, ali s malo utjecaja. Od promjene, podrška na višoj razini je porasla. General Sir Richard Dannatt, načelnik Glavnog stožera (šef vojske), rekao je članovima Četvrte zajedničke konferencije o LGBT pitanjima koju sponzorira vojska da su homoseksualci dobrodošli na služenje vojske. U govoru na konferenciji 2008. godine, prvom takve vrste od bilo kojeg zapovjednika vojske, general Sir Richard rekao je da je poštovanje LGBT časnika i vojnika sada "zapovjedna odgovornost" i da je od vitalne važnosti za "operativnu učinkovitost".
Britanska vojska, Kraljevsko ratno zrakoplovstvo i Kraljevska mornarica sada zahtijevaju od svih regruta da prođu obuku za jednakost i raznolikost kao dio svojih vojnih godišnjih testova obuke i tolerancije na stres, posebno navodeći homoseksualne primjere u video zapisima, u skladu s vojskom, mornaricom i Osnovne vrijednosti i standardi RAF-a, uključujući "Poštovanje drugih" i "Odgovarajuće ponašanje".
U 2009., na desetu obljetnicu promjene zakona koja je dozvolila homoseksualnost u oružanim snagama, novine su izvijestile da ukidanje zabrane nije imalo vidljivog utjecaja na operativnu učinkovitost vojske. Obljetnica je široko proslavljena, uključujući i interno izdanje magazina vojske Soldier Magazine, serijom članaka, uključujući naslovnicu i članke u novinama iz srpnja 2009.
2015. godine, nakon petnaeste godišnjice, Ministarstvo obrane najavilo je promjene u svom procesu praćenja novih novaka i dodalo seksualnost u postupak praćenja jednakih mogućnosti.

## Konverzijska terapija
Peel, Clarke i Drescher napisali su 2007. da se samo jedna organizacija u Britaniji može identificirati s konverzijskom terapijom, vjerska organizacija nazvana "The Freedom Trust" (dio Exodus Internationala): "dok brojne organizacije u SAD-u (i vjerske i znanstvene / psihološke) promiču konverzijsku terapiju, samo je jedna u Velikoj Britaniji za koju znamo". List je izvijestio da praktičari koji su pružali ovakve vrste liječenja između 1950-ih i 1970-ih sada homoseksualnost smatraju zdravom, a dokazi sugeriraju da je „konverzijska terapija'' povijesni, a ne suvremeni fenomen u Britaniji, gdje je liječenje homoseksualnosti uvijek bilo rjeđe nego u SAD-u.
Godine 2007. Kraljevski Fakultet Psihijatara (engl. Royal College of Psychiatrists), glavna profesionalna organizacija psihijatara u Britaniji, objavio je izvještaj u kojem stoji da: "Dokazi pokvazuju da su LGBT osobe otvorene za traženje pomoći zbog problema s mentalnim zdravljem. Međutim, terapeuti ih mogu pogrešno shvatiti koji svoju homoseksualnost smatraju temeljnim uzrokom bilo kojeg prisutnog problema poput depresije ili anksioznosti. Nažalost, terapeuti koji se tako ponašaju vjerojatno će uzrokovati znatne nevolje. Mala većina terapeuta čak će ići toliko daleko da će pokušati promijeniti seksualnu orijentaciju svog klijenta. To može biti duboko štetno. Iako danas postoji niz terapeuta i organizacija u SAD-u i Velikoj Britaniji koji tvrde da terapija može pomoći homoseksualcima da postanu heteroseksualci, nema dokaza da je takva promjena moguća. "
Godine 2008. Kraljevski Fakultet Psihijatara izjavio je: "Kraljevski Fakultet dijeli zabrinutost i Američkog psihijatrijskog udruženja i Američkog psihološkog udruženja da stavovi poput Nacionalnog udruženja za istraživanje i terapiju homoseksualnosti (NARTH) u Sjedinjenim Državama. nisu podržani u znanosti. Ne postoje čvrsti znanstveni dokazi da se seksualna orijentacija može promijeniti. Nadalje, takozvani tretmani homoseksualnosti prema preporuci NARTH-a stvaraju ambijent u kojem predrasude i diskriminacija mogu cvjetati. "
U 2009. godini istraživačka anketa liječnika mentalnog zdravlja u Ujedinjenom Kraljevstvu zaključila je da "značajna manjina stručnjaka za mentalno zdravlje pokušava pomoći lezbijskim, homoseksualnim i biseksualnim klijentima da postanu heteroseksualni. S obzirom na nedostatak dokaza o djelotvornosti takvih tretmana, ovo će vjerojatno biti nerazumno ili čak štetno. " Scientific American izvijestio je o ovome: "Jedan od 25 britanskih psihijatara i psihologa kaže da bi bio voljan pomoći homoseksualnim i biseksualnim pacijentima da se pokušaju promijeniti u heteroseksualce, iako ne postoje uvjerljivi znanstveni dokazi da osoba može namjerno postati heteroseksualna", i objasnio je da 17% ispitanih reklo je da su pokušali pomoći u smanjenju ili suzbijanju homoseksualnih osjećaja, a 4% da će u budućnosti pokušati pomoći homoseksualnim ljudima da pređu na heteroseksualnost.
BBC je konverzijsku terapiju u Velikoj Britaniji opisao kao "žestoko osporavanu temu" i dio većeg "kulturnog rata" u Ujedinjenom Kraljevstvu. U srpnju 2017. godine, Opća sinoda Engleske crkve usvojila je prijedlog koji je kritizirao konverzijsku terapiju kao „neetičku, potencijalno štetnu i kojoj nema mjesta u modernom svijetu" i pozvao na „zabranu prakse konverzijske terapije usmjerene na promjenu seksualne orijentacije." U veljači 2018. godine Nacionalna zdravstvena služba (NHS) odobrila je Memorandum o razumijevanju koji je izdalo Vijeće za psihoterapiju Ujedinjenog Kraljevstva (UKCP) u listopadu 2017. godine kako bi se pružila „zaštita javnosti predanošću prestanka prakse 'konverzijske terapije' u Ujedinjenom Kraljevstvu". Udruga Stonewall je izjavila da su se sva glavna tijela za savjetovanje i psihoterapiju u Ujedinjenom Kraljevstvu pridružila NHS-u potpisujući Memorandum kojim se osuđuje konverzijska terapija.
U listopadu 2017. istraga časopisa Liverpool Echo razotkrila je da crkva u Anfieldu, u Liverpoolu, nudi "liječenje" homoseksualaca kroz trodnevni program izgladnjivanja. Zastupnik laburista Dan Carden pokrenuo je to pitanje u parlamentu pozivajući na zakonsku zabranu konverzijskih terapija, kojima "nije mjesto u Britaniji 21. stoljeća".
U ožujku 2018. većina zastupnika u Europskom parlamentu donijela je rezoluciju glasanjem 435–109 kojom se osuđuje konverzijska terapija i poziva države članice Europske unije da zabrane tu praksu. U izvješću koje je objavila Intergrupa Europskog parlamenta o LGBT pravima navodi se da je Velika Britanija jedno od rijetkih područja u EU koje je "izričito zabranilo terapije konverzije LGBTI-a". U srpnju 2018. vlada Velike Britanije najavila je kao dio svog LGBT akcijskog plana da će "iznijeti prijedloge" za zabranu konverzijske terapije na zakonodavnoj razini.
Dana 20. srpnja 2020. britanski premijer Boris Johnson najavio je potporu zabrani konverzijske terapije u cijeloj Velikoj Britaniji, rekavši "Što se tiče gay konverzijske terapije, mislim da je to apsolutno odvratno. Nije joj mjesto u civiliziranom društvu. Nije joj mjesto u ovoj zemlji."

## Spolni odgoj
Odredba Zakona o ravnopravnosti iz 2010. godine zahtijeva od tijela Dužnosti jednakosti u javnom sektoru (Public Sector Equality Duty)  objavljivanje informacija u vezi s nasiljem na temelju, između ostalog, LGBT identiteta i pronalaženje rješenja kako se suprotstaviti ovom pitanju. Prve informacije o školama i učenicima smještenim u Engleskoj i javnim vlastima pod engleskom upravom u Škotskoj i Walesu objavljene su 6. travnja 2012. Ofsted (Ured za standarde u obrazovanju, dječjim službama i vještinama, engl. Office for Standards in Education, Children's Services and Skills (Ofsted)) je 2013. objavio smjernice o tome kako se boriti protiv homofobnog i transfobnog nasilja u školama u Engleskoj. Dio ovih smjernica obuhvaćao je obrazovanje o seksu i vezama za LGBT učenike.
12. veljače 2018. godine, Ured za obrazovanje Crkve Engleske objavio je politiku koja odobrava spolno obrazovanje koje uključuje, između ostalog, LGBT obrazovanje. Što se tiče seksualnosti, politika navodi da "seksualno obrazovanje treba uključivati razumijevanje da su svi ljudi spolna bića i da je seksualna želja prirodna. Učenike treba poučavati da ljudi različito izražavaju svoju seksualnost i da postoji različitost u spolnoj želji". Politika također navodi da "učenicima mora biti dopušteno istraživati pitanja identiteta i kako cijenimo vlastiti identitet i jedinstvenost drugih ljudi. PSHE (Osobno, socijalno, zdravstveno i ekonomsko obrazovanje, engl. Personal, Social, Health and Economic education) mora pomoći učenicima da prepoznaju svoj pravi identitet i naučiti ih da naša kultura, vođena tržištem, koja je medijski uokvirena i koja često dovodi do tjeskobe zbog tjelesne slike, može biti dovedena u pitanje. Ovo je pitanje u središtu kampanje #liedentity biskupa Gloucestera koja ima za cilj osporavanje negativne slike tijela i poticanje mladih da pogledaju unutra kako bi otkrili istinsku vrijednost i ljepotu."
U srpnju 2018. ministar obrazovanja Damian Hinds najavio je nove vladine propise koji se odnose na spolni odgoj. Teme poput mentalne dobrobiti, pristanka (na seksualni čin), održavanja sigurnosti na internetu, tjelesnog zdravlja i kondicije te pitanja LGBT-a bit će pokrivene novim smjernicama, koje su prve izmjene propisa o spolnom odgoju od 2000. godine, a koje će biti obvezne u svim osnovnim i srednjim školama škole u Engleskoj od rujna 2020. nadalje. Potez su posebno pozdravile LGBT grupe, a citirale su statistike koje pokazuju da je samo 13% LGBT mladih u školama podučavano o zdravim istospolnim vezama. Uz to, roditelji će zadržati određena prava na veto na satove spolnog odgoja, ali do 16. godine njihovog djeteta, nakon čega dijete može pohađati te poduke bez obzira na želje roditelja. Nacrt smjernica kaže: "Do kraja osnovne škole, učenici bi trebali znati da druge obitelji, bilo u školi ili u širem svijetu, ponekad izgledaju drugačije od njihove obitelji, ali da bi trebali poštovati te razlike i znati da obitelji druge djece također karakterizira i ljubav i briga za njih." Smjernice za srednje škole dodaju: "Učenike treba podučavati činjenicama i zakonima o spolu, seksualnosti, seksualnom zdravlju i rodnom identitetu na način koji je inkluzivan i odgovara dobi učenika... Svi bi učenici trebali osjećati da je sadržaj relevantan za njih i njihovu seksualnost u razvoju."
To je uslijedilo nakon izvještaja nekih vjerskih škola koje su namjerno izbjegavale taj problem, ponajviše ortodoksalne židovske škole u sjevernom Londonu koja je 2018. u svojim udžbenicima uklonila sve reference na homoseksualne žrtve nacističkog progona. Prema Odjelu za obrazovanje, vjerske škole više neće imati pravo odustati od predavanja o spolnom odgoju. U rujnu 2018., glavni rabin Ujedinjenog Kraljevstva, Ephraim Mirvis, složio se pridržavati se ove nove politike i objavio smjernice o tome kako podučavati LGBT seksualni odgoj u britanskim židovskim školama.
U listopadu 2018., The Sunday Times izvijestio je da je britanska vlada odlučila privatnim školama odobriti izuzeća od obrazovanja koja uključuje LGBT teme. U studenom 2018., međutim, i PSHE Asocijcija i Forum za seksualno obrazovanje objavili su putokaz politike koji je, između ostalog, rekao da "zakon zahtijeva da se obrazovanje o ljubavnim odnosima i seksualnošću (Relationships and Sex Education, RSE) podučavaju u svim srednjim školama u Engleskoj i da bi se obrazovanje o ljubavnim odnosima trebalo učiti u svim osnovnim školama u Engleskoj." Plan putokaza također je detaljno opisao 10 koraka koji će se koristiti za provođenje politike, a također je istaknuto da će "Zdravstveno obrazovanje također biti obvezno u svim školama koje financira država, što uključuje sadržaje o pubertetu." U veljači 2019. godine, Ministarstvo obrazovanja donijelo je zakonsku politiku usmjeravanja koja će školama u Engleskoj pomagati s PSHE-om kada to postane obvezno 2020. godine.
Mjera kojom se PSHE (Osobno, društveno, zdravstveno i ekonomsko obrazovanje) čini obvezujućim dobila je odobrenje Doma lordova u travnju 2019. Odjel za obrazovanje (DfE) objavio je konačne zakonske smjernice za poučavanju o ljubavnim odnosima i seksualnom odgoju (RSE) i zdravstvenom odgoju u lipnju 2019. Smjernice, koje je također objavio Donji dom, između ostalog, zahtijevaju priznavanje engleskih zakona koji se odnose na LGBT prava, uključujući legalizaciju istospolnih brakova i zaštitu tjelesne i mentalne dobrobiti LGBT djece. Unatoč tome što nije obavezno do rujna 2020., škole u Engleskoj bit će poticane da donesu novi kurikulum PSHE počevši od rujna 2019. godine.
Wales je na sličan način najavio nove propise o spolnom odgoju u svibnju 2018., koji će također raspravljati o LGBT pitanjima u školama. Propisi, za koje se očekuje da će stupiti na snagu 2022. godine, bit će obvezni od 7. razreda (dob 11–12 godina).
Manifest Škotske nacionalne stranke iz 2016. godine podupire satove spolnog odgoja, kao i "trening jednakosti" za učitelje koji bi pokrivao LGBT pitanja. U studenom 2018. škotska vlada najavila je provedbu obrazovanja koje uključuje pitanja o LGBT-u u škotski kurikulum. Potez su pozdravili LGBT aktivisti koji su citirali studije koje su pokazale da oko 9 od 10 LGBT Škota su doživjeli homofobiju u školi, a 27% je izjavilo da je pokušalo samoubojstvo nakon što su bili maltretirani.
Ofsted procjenjuje uključivanje LGBT osoba u politike i kurikulum.

## Pokret za LGBT prava
Društvo za reformu homoseksualnog zakona, osnovano 12. svibnja 1958., kao odgovor na nalaze Wolfendenovog izvješća, bilo je jedna od prvih LGBT grupa u Velikoj Britaniji. Danas Stonewall postoji kao najveća organizacija za ravnopravnost LGBT osoba u Velikoj Britaniji i Europi.
LGBT osobe otvoreno služe u politici od 1970-ih. Prva otvoreno lezbijska zastupnica bila je Maureen Colquhoun ( Laburistička stranka, članica parlamenta 1974–79), koja je izašla iz ormara 1976. godine.
Nakon općih izbora 2019., u parlament su izabrana otprilike 54 zastupnika LGBT-a, od kojih 24 konzervativca, 19 laburista 10 SNP-a i Layla Moran iz Liberalnih demokrata, koja je postala prva zastupnica koja je Pansexualka
LGBT osobama je također dopušteno otvoreno služiti u policiji, a 1990. godine osnovano je Udruženje lezbijske i homoseksualne policije (Lesbian and Gay Police Association, LAGPA), sada Udruženje gay policajaca (Gay Police Association, GPA).
aPostoje i velike LGBT zajednice koje su najzapaženije u Birminghamu (Birmingham Gay Village ), Blackpoolu, Brightonu, Liverpoolu, Londonu (Old Compton Street ) i Manchesteru (Canal Street), koji su svi domaćini godišnjih parada ponosa. Susjedni yorkshireski gradovi Todmorden i Hebden Bridge imaju veliko lezbijsko stanovništvo.
U Velikoj Britaniji se svake godine održavaju mnogi festivali ponosa. Prvi homoseksualni marševi bili su u Londonu 1970., nakon čega je 1972. nastupio debi UK Gay Pride Rallya. Pride u Londonu najveći je i najstariji festival i od tada se organizira svake godine. Parade ponosa vrlo su popularni ljetni događaji u većim gradovima i proteklih su se godina proširili na manje zajednice.
Na 5. godišnjicu referenduma o ravnopravnosti brakova, Amnesty International, Irski kongres sindikata i Rainbow Project najavili su prve masovne demonstracije u Belfastu, u Sjevernoj Irskoj, prosvjedujući protiv neuspjeha vlade Velike Britanije u pružanju punih prava na ravnopravnost braka. Ljudi koji željeli svoju građansku zajednicu pretvoriti u brak, to tada nisu mogli učiniti.

## Uloga Vijeća Europe
Prema Jurisu Lavrikovsu iz ILGA-Europe, Europski sud za ljudska prava Vijeća Europe pozitivna je snaga za LGBT prava, posebno u pogledu dekriminalizacije istospolnih aktivnosti, zabrane diskriminacije transrodnih osoba u zapošljavanju, izjednačavajući dob pristanka,   omogućavajući LGBT osobama da otvoreno služe vojsku, omogućujući transrodnim osobama pravo na brak, jednakost u zapošljavanju i uključujući pravo na mirovinu za transrodne osobe.

## Demografski podaci
Prema Uredu za nacionalnu statistiku, postotak stanovništva Ujedinjenog Kraljevstva koje se     identificira kao homoseksualno, lezbijsko ili biseksualno poraslo je s 1,5% u 2012. na 2,0% u 2017. godini. U Velikoj Britaniji postoji 1,1 milijun ljudi koji se identificiraju kao LGB. Dobna skupina od 16 do 24 godine najvjerojatnija je da će se identificirati kao LGB u 2017. godini (4,2%).
Integrirano istraživanje domaćinstava iz 2010. procjenjuje da se 1,5% ljudi u Ujedinjenom Kraljevstvu identificira kao GLB – daleko niže od prethodnih procjena od 5–7%. Tumačeći statistiku, glasnogovornik Ureda za nacionalnu statistiku (ONS) rekao je: "Netko može imati seksualne odnose s nekim istog spola, ali još uvijek sebe ne doživljava kao homoseksualca." Prema YouGovu, međutim, studije poput ove – integrirane ankete kućanstava – podcjenjuju stvarni udio stanovništva koje je LGBT jer koriste metodologiju licem u lice, a neheteroseksualni ljudi manje su spremni otkriti svoju seksualnu orijentaciju anketaru. Sam YouGov procjenjuje, na temelju svojeg panela, koji je ispitan putem mrežnog upitnika, da udio LGBT osoba u Velikoj Britaniji iznosi 7%. Također se procjenjuje da je trans populacija Velike Britanije između 300 000 i 500 000 ljudi, ali udruga Stonewall zaključuje da je teško definirati LGBT populaciju u Velikoj Britaniji jer neki LGBT ljudi nisu izašli iz ormara.

## Javno mišljenje
1993. godine Stonewall je proveo istraživanje gay muškaraca i lezbijki na poslu gdje je utvrdio da dvije trećine ispitanika skriva svoju seksualnost na poslu, a samo 11% ispitanika nikada nije skrivalo svoju seksualnu orijentaciju na radnom mjestu. Daljnje istraživanje provedeno 2008. godine pokazalo je da je 20% homoseksualaca i lezbijki doživjelo nasilje na poslu.
Stavovi prema homoseksualnosti u britanskoj javnosti s vremenom su postali tolerantniji; prema Britanskom istraživanju socijalnih stavova, 1983. otprilike 50% do 70% ispitanika triju glavnih političkih stranaka (konzervativne, laburističke i liberalno-demokratske) smatra homoseksualnost "uvijek pogrešnom" ili "uglavnom pogrešnom", a 1993. protivljenje homoseksualnosti izvješteno je da se blago povećao među svim strankama. Međutim, do 2003. stavovi su postali tolerantniji,     s 25% do 50% ispitanika koji homoseksualnost smatraju uvijek ili uglavnom pogrešnom, a do 2013. samo se oko 20% do 35% ispitanika u svakoj stranci osjećalo na isti način. Ispitanici liberalnih demokrata rjeđe su smatrali homoseksualnost pogrešnom od ispitanika laburista ili konzervativaca u svakom istraživanju.
Ilustracija društvenih stavova prema homoseksualnosti u Velikoj Britaniji pružena je u svibnju 2007. u istraživanju YouGov-a. Anketa je pokazala da je zakone koji zabranjuju diskriminaciju na temelju seksualne orijentacije podržalo 90% britanskih građana. Također je pokazala pozitivnu percepciju javnosti o gay osobama, ali i prepoznala i do koje mjere predrasude još uvijek postoje. Anketa u lipnju 2009. koju je za The Times proveo Populus izvijestila je da je većina javnosti podržala istospolne brakove; 61% ispitanika složilo se da bi "homoseksualni parovi trebali imati jednako pravo vjenčati se, a ne samo imati civilno partnerstvo". Bilo je malo razlika po stranačkoj pripadnosti.
Nedavna anketa javnog mnijenja, koju je 2017. proveo Pew Research Center, pokazala je da je 77% britanske javnosti bilo za istospolne brakove. Podrška se povećala na 85% prema Eurobarometru 2019, koji je anketirao sve države članice Europske unije o tom pitanju. Prosjek EU bio je 69%.
U 2017. godini 108 000 ljudi sudjelovalo je u nacionalnom LGBT istraživanju, što ga čini jednim od najvećih istraživanja LGBT osoba na svijetu. Utvrđeno je da su LGBT osobe manje zadovoljne životom u odnosu na širu britansku populaciju, a zadovoljstvo trans osoba je znatno niže. 68% ispitanika reklo je da su izbjegavali držati se za ruke sa svojim istospolnim partnerom u javnosti. 5% ispitanika reklo je kako im je bila ponuđena konverzijska terapija, a 2% je prolazilo takve terapije. Nalazi Nacionalne ankete o LGBT-u korišteni su za informiranje LGBT akcijskog plana od 75 točaka za rješavanje ključnih problema, uključujući iznošenje prijedloga za zabranu konverzijske terapije u Velikoj Britaniji.

## Sažetak prema pravnoj nadležnosti i teritoriju
| LGBT prava u:    | Legalnost istospolne seksualne aktivnosti                    | Prepoznavanje roda                      | Prepoznavanje istospolnih zajednica   | Istospolni brak   | Posvajanje djece od strane partnera istog spola | Otvoreno služenje vojne službe | Službeno pomilovanje osoba koje su prekršile homofobne zakone koje su prije bili na snazi | Antidiskriminacijska legislativa (seksualna orijentacija)         | Antidiskriminacijska legislativa (rodni identitet)                                                  | Ostalo |
| ---------------- | ------------------------------------------------------------ | --------------------------------------- | ------------------------------------- | ----------------- | ----------------------------------------------- | ------------------------------ | ----------------------------------------------------------------------------------------- | ----------------------------------------------------------------- | --------------------------------------------------------------------------------------------------- | --- |
| Engleska i Wales | Legalno od 1967; dob pristanka izjednačena je 2001. godine   | Prema Zakonu o priznavanju roda iz 2004 | Građansko partnerstvo od 2005. godine | Zakonski od 2014. | Legalno od 2005. godine                         | Od 2000. god                   | Od 2017. (Mogućnost brisanja iz registra dostupna od 2012.)                               | Zabranjuje svaku diskriminaciju na temelju seksualne orijentacije | Zabranjuje svaku diskriminaciju na temelju rodnog identiteta                                        | Odjeljak 28. koji zabranjuje "promicanje istospolnih veza kao pretvarani obiteljski odnos" ukinut je 2003. godine |
| Škotska          | Zakonski od 1981; dob pristanka izjednačena je 2001. godine  | Prema Zakonu o priznavanju roda iz 2004 | Građansko partnerstvo od 2005. godine | Zakonski od 2014. | Zakonski od 2009.                               | Od 2000. god                   | Od 2019. (Dostupna je i mogućnost brisanja iz registra)                                   | Zabranjuje svaku diskriminaciju na temelju seksualne orijentacije | Zabranjuje svaku diskriminaciju na temelju rodnog identiteta                                        | Odjeljak 2A zabrane "promicanja istospolnih veza kao pretvarane obiteljske veze" ukinut je 2000. godine           |
| Sjeverna Irska   | Legalno od 1982 .; dob pristanka izjednačena je 2001. godine | Prema Zakonu o priznavanju roda iz 2004 | Građansko partnerstvo od 2005. godine | Zakonski od 2020  | Zakonski od 2013.                               | Od 2000. god                   | Od 2018. (dostupna je i mogućnost brisanja iz registra)                                   | Zabranjuje svaku diskriminaciju na temelju seksualne orijentacije | / Zabranjuje diskriminaciju na temelju rodnog identiteta u zapošljavanju i stručnom osposobljavanju | N / A |

## Krunski Posjedi
| LGBT prava u: | Legalnost istospolne seksualne aktivnosti                   | Prepoznavanje roda | Prepoznavanje istospolnih zajednica                      | Istospolni brak                                                   | Posvajanje djece od strane partnera istog spola | Otvoreno služenje vojne službe | Antidiskriminacijska legislativa (seksualna orijentacija)         | Antidiskriminacijska legislativa (rodni identitet)          |
| ------------- | ----------------------------------------------------------- | --- | -------------------------------------------------------- | ----------------------------------------------------------------- | ----------------------------------------------- | ------------------------------ | ----------------------------------------------------------------- | ----------------------------------------------------------- |
| Guernsey      | Legalno od 1983 .; dob pristanka izjednačena u 2012. godini | Od 2007. dopušta izdavanje samo novog rodnog lista. Ne mijenja ili uklanja zapise postojećih rodnih listova, proširenje na Alderney i Sark nejasno | Od 2012. u Guernseyju, 2016. u Alderneyu i 2020. u Sarku | Zakonski od 2017. u Guernseyju, 2018. u Alderneyu i 2020. u Sarku | Zakonski od 2017.                               | UK odgovorno za obranu         | Zabranjuje svaku diskriminaciju na temelju seksualne orijentacije | Zabranjuje svaku diskriminaciju na temelju "promjene spola" |
| Otok Man      | Zakonski od 1992; dob pristanka izjednačena je 2006. godine | Prema Zakonu o priznavanju spola iz 2009. | Građansko partnerstvo od 2011. godine                    | Legalno od 2016. godine                                           | Legalno od 2011. godine                         | UK odgovorno za obranu         | Zabranjuje svaku diskriminaciju na temelju seksualne orijentacije | Zabranjuje svaku diskriminaciju na temelju "promjene spola" |
| Jersey        | Zakonski od 1990; dob pristanka izjednačena je 2006. godine | Prema Zakonu o priznavanju spola (Jersey) 2010. | Građansko partnerstvo od 2012. godine                    | Zakonski od 2018.                                                 | Legalno od 2012. godine                         | UK odgovorno za obranu         | Zabranjuje svaku diskriminaciju na temelju seksualne orijentacije | Zabranjuje svaku diskriminaciju na temelju "promjene spola" |

## Prekomorski teritoriji
| LGBT prava u:                              | Legalnost istospolne seksualne aktivnosti                | Prepoznavanje istospolnih zajednica  | Istospolni brak                                                      | Posvajanje djece od strane partnera istog spola | Otvoreno služenje vojne službe | Antidiskriminacijska legislativa (seksualna orijentacija)         | Antidiskriminacijska legislativa (rodni identitet)          |
| ------------------------------------------ | -------------------------------------------------------- | ------------------------------------ | -------------------------------------------------------------------- | ----------------------------------------------- | ------------------------------ | ----------------------------------------------------------------- | ----------------------------------------------------------- |
| Angvila                                    | Legalno od 2001. godine                                  |                                      |                                                                      |                                                 | UK odgovorno za obranu         |                                                                   |                                                             |
| Akrotiri i Dhekelia                        | Legalno od 2000. godine                                  |                                      | Legalno od 2014. godine                                              |                                                 | UK odgovorno za obranu         | Bans some discrimination on the grounds of sexual orientation     |                                                             |
| Bermudi                                    | Legalno od1994; dob pristanka izjednačena u godini 2019. | Domestic partnership od 2018. godine | Legalno od studenog 2018 i u periodu od svibnja 2017. i svibnja 2018 | Legalno od 2015.                                | UK odgovorno za obranu         | Zabranjuje svaku diskriminaciju na temelju seksualne orijentacije |                                                             |
| Britanski Antarktički Teritorij            | Legalno                                                  |                                      | Legalno od 2016.                                                     |                                                 | UK odgovorno za obranu         |                                                                   |                                                             |
| Britanski Indijskooceanski Teritorij       | Legalno                                                  |                                      | Legalno od 2014.                                                     |                                                 | UK odgovorno za obranu         |                                                                   |                                                             |
| Britanski Djevičanski Otoci                | Legalno od 2001. g.                                      |                                      |                                                                      |                                                 | UK odgovorno za obranu         | Zabranjuje svaku diskriminaciju na temelju seksualne orijentacije |                                                             |
| Kajmanski Otoci                            | Legalno od 2001. g. (dob pristanka nije izjednačena )    | Civil Partnership od 2020. godine    |                                                                      | Legalno od 2020.                                | UK odgovorno za obranu         |                                                                   |                                                             |
| Falklandski Otoci                          | Legalno od 1989. godine                                  | Civil partnership od 2017. godine    | Legalno since 2017                                                   | Legalno od 2017.                                | UK odgovorno za obranu         | Zabranjuje svaku diskriminaciju na temelju seksualne orijentacije |                                                             |
| Gibraltar                                  | Legalno od 1993; dob pristanka izjednačena u 2012        | Civil partnership od 2014. godine    | Legal since 2016.                                                    | Legalno od 2014.                                | UK odgovorno za obranu         | Zabranjuje svaku diskriminaciju na temelju seksualne orijentacije | Zabranjuje svaku diskriminaciju na temelju "promjene spola" |
| Montserrat                                 | Legalna od 2001. godine                                  |                                      | (Ustavna zabrana od 2010.)                                           |                                                 | UK odgovorno za obranu         | Zabranjuje svaku diskriminaciju na temelju seksualne orijentacije |                                                             |
| Pitcairnovo Otočje                         | Legalno                                                  |                                      | Legalno od2015.                                                      | Legalno od 2015.                                | UK odgovorno za obranu         | Zabranjuje svaku diskriminaciju na temelju seksualne orijentacije |                                                             |
| Saint Helena, Ascension i Tristan da Cunha | Legalno                                                  |                                      | Legalno od 2017.                                                     | Legalno od 2017.                                | UK odgovorno za obranu         | Zabranjuje svaku diskriminaciju na temelju seksualne orijentacije | Zabranjuje svaku diskriminaciju na temelju "promjene spola" |
| Južna Georgia i otočje Južni Sandwich      | Legalno                                                  |                                      | Legalno od2014.                                                      |                                                 | UK odgovorno za obranu         |                                                                   |                                                             |
| Otoci Turks i Caicos                       | Legalno od 2001. godine                                  |                                      | (Ustavna zabrana od 2011.)                                           |                                                 | UK odgovorno za obranu         | Zabranjuje svaku diskriminaciju na temelju seksualne orijentacije |                                                             |

## Napomene
1. ↑  This was 17 in Northern Ireland at the time but has since been lowered in line with the rest of the UK.